# Psilochorus bruneocyaneus
Psilochorus bruneocyaneus är en spindelart som beskrevs av Cândido Firmino de Mello-Leitão 1941. 
Psilochorus bruneocyaneus ingår i släktet Psilochorus och familjen dallerspindlar. Inga underarter finns listade i Catalogue of Life.